# Marathon van Hongkong 2007
De marathon van Hongkong 2007 (ook wel Standard Chartered Hong Kong) vond plaats op zondag 4 maart 2007 in Hongkong. De wedstrijd bij de mannen werd gewonnen door de Keniaan Steven Kamar in 2:17.03, bij de vrouwen was zijn landgenote Rose Kerubo het snelst in 2:38.19.
In totaal namen er 4199 marathonlopers deel aan de wedstrijd, waarvan 3818 mannen en 381 vrouwen.

## Uitslagen

### Mannen
| rang   | naam           | land | tijd    |
| ------ | -------------- | ---- | ------- |
| Goud   | Steven Kamar   | KEN  | 2:17.03 |
| Zilver | Francis Bowen  | KEN  | 2:17.19 |
| Brons  | Paul Kiprono   | KEN  | 2:18.36 |
| 4      | Jonah Kemboi   | KEN  | 2:19.01 |
| 5      | Silas Sang     | KEN  | 2:19.50 |
| 6      | Patrick Chumba | KEN  | 2:20.19 |
| 7      | Edward Muge    | KEN  | 2:20.41 |
| 8      | Kiprop Korir   | KEN  | 2:21.24 |
| 9      | Kasirai Sita   | ZIM  | 2:21.30 |
| 10     | Richard Bwalya | ZAM  | 2:21.37 |

### Vrouwen
| rang   | naam           | land | tijd    |
| ------ | -------------- | ---- | ------- |
| Goud   | Rose Kerubo    | KEN  | 2:38.19 |
| Zilver | Jane Ekimat    | KEN  | 2:39.33 |
| Brons  | Mary Ptikany   | KEN  | 2:40.13 |
| 4      | Min Liu        | CHN  | 2:40.57 |
| 5      | Xiao Wang      | CHN  | 2:41.09 |
| 6      | Eri Ohkubo     | JPN  | 2:46.19 |
| 7      | Nancy Kiprop   | KEN  | 2:46.24 |
| 8      | Gloria Baeba   | RSA  | 2:50.14 |
| 9      | Junko Suzuki   | JPN  | 2:50.56 |
| 10     | Makiko Kawagoe | JPN  | 2:53.53 |

1997 ·
1998 ·
1999 ·
2000 ·
2001 ·
2002 ·
2003 ·
2004 ·
2005 ·
2006 ·
2007 ·
2008 ·
2009 ·
2010 ·
2011 ·
2012 ·
2013 · 
2014 ·
2015 ·
2016 ·
2017 ·
2018 ·
2019 ·
2020 · 
2021 ·
2022 ·
2023 ·
2024